# Староеврейская улица
Староевре́йская у́лица  — улица в Галицком районе Львова, одна из самых длинных в исторической части города. Тянется 400 м от ул. Мицкевича к Арсенальской. Улица вымощена большой квадратной брусчаткой из базальтовых камней.

## Названия

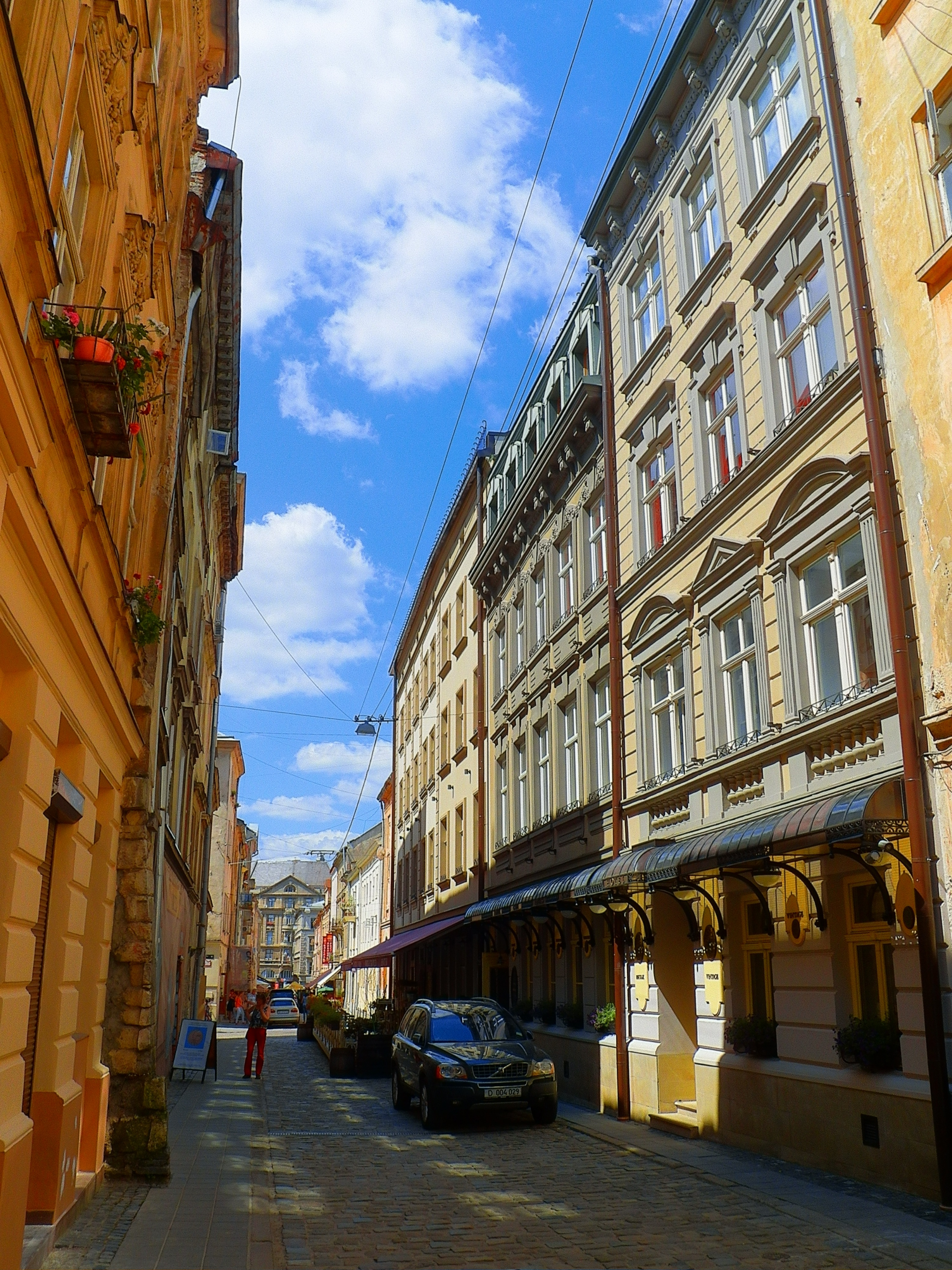
Староеврейская улица

- В XIV веке Быдлячая улица (пол. Bydlęca), поскольку здесь торговали скотом.
- Позднее — Зарванская или Серванская улица (Zarwańska, Serwańska), либо из-за того, что улица «проходила за рвом», либо от латинского слова servus (слуга), так как на улицу выходили жилища прислуги.
- В конце XVIII века улица состояла из трех частей, каждая из которых имела собственное название: Капитульная (Kapitulna) — до Галицкой ул.; Векслярская (Wekslarska) — от Галицкой до Сербской и Новая Еврейская (Żydowska Nowa).
- С 1871 года за всей улицей закрепили название Векслярская. Это название происходит от вексляров (менял монет), чьи конторы ранее находились на этой улице.
- С 1888 года — улица Боимов в честь львовских мещан венгерского происхождения Боимов (Boimów), основателей часовни при Латинском соборе.
- Во время немецкой оккупации улица получила название Färberstrasse (ул. Маляров).
- С 1944 года — улица Фрунзе в честь советского военного деятеля Михаила Фрунзе (1888—1925).
- С 1990 года — Староеврейская улица, поскольку часть её проходит по средневековому еврейскому кварталу.

## История
Староеврейская была проложена во время локации (основания) нового центра Львова немецкими колонистами в XIII веке параллельно между южной стороной площади Рынок и городскими стенами. Нечётную сторону бывшей Векслярской ул. (от Галицкой ул. до Сербской ул.) до конца XVIII века составляли в основном тыльные стороны каменных домов южной стороны площади Рынок. В то же время тыльные стороны чётной стороны улицы выходили к Высокой стене (городским укреплениям). После того как Высокую стену разобрали, образовалась Новая ул. (ul. Nowa, теперь улица Братьев Рогатинцев). К середине XIX века эта часть улицы была населена в основном христианами, в 1870—1940 годах здесь стали преобладать евреи; в начале XX века здесь было много магазинов мебели и кожаных изделий. В начале XX века среди жителей бывшей Капитульной улицы преобладали римо-католики, а на Векслярской и Еврейской — евреи.
По нынешней Сербской улице начиналось средневековое еврейское гетто. Во время локации евреям разрешили селиться в юго-восточном углу Середместья, причём в правовом отношении они подчинялись магистрату, в отличие от еврейской общины Краковского предместья, которая подчинялась королевским старостам. Гетто было ограждено стенами, причём стена перегораживала и нынешнюю Староеврейскую на углу с Сербской улицей.

## Примечательные здания

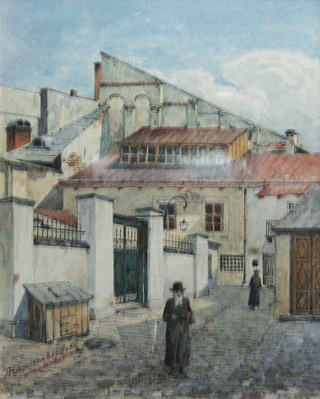
Синагога «Золотая Роза», художник А. Каменнобродский, конец XIX века

Большая часть зданий на улице являются памятниками архитектуры местного значения, а в средней и восточной части улицы — также памятниками еврейской истории.
- Во дворе дома № 19 сохранилась пристройка прежней синагоги «Охранника Субботы» (Szomrej Szabat, Stranica Szabatu), построенной в 1878 году. Синагога была разгромлена в 1941 году немецкими оккупантами, однако её здание сохранилось.
- № 41 — разрушенная во время немецкой оккупации синагога.
- № 54 — разрушенная во время немецкой оккупации синагога «Золотая роза».